# Bacharat (Qubadli)
Bacharat est un village de la région de Qubadli en Azerbaïdjan.

## Histoire
En 1993-2020, Bacharat était sous le contrôle des forces armées arméniennes. En 2020, le village de Bacharat a été restitué sous le contrôle de l'Azerbaïdjan.